# 潘加兰运河
潘加兰运河，一译庞加拉纳运河、潘加拉运河，是一条位於非洲岛国马达加斯加东部的运河。

## 历史
马达加斯加岛东海岸地形平坦，印度洋海浪汹涌，夏季多飓风、海中亦时常有鲨鱼出没。另一方面，不少河流自西向东注入印度洋，东海岸平原上不乏湖泊及沼泽等水体，当地土质疏松、便于挖掘河道，具有一定的航运价值。伊默里纳国王拉达马一世在位期间，他巡行至图阿马西纳，深感交通之不便，便萌生在东海岸疏浚湖沼、修筑运河的想法，以方便当地的水运交通。1827年，拉达马一世下令在东海岸开工修筑一条与海岸线平行的运河，以连接图阿马西纳附近的伊翁德鲁河与安蒂沃兰图附近的里亞尼拉河，后因其本人驾崩而一度停工。
1896年，法兰西殖民帝国吞并马达加斯加，并在次年宣布该岛为殖民地，首任总督约瑟夫·加列尼上任后，决定重启运河工程，于是殖民政府在1896年征召了数百名当地劳工动工兴修运河，并于1904年完工；完工时，潘加兰运河已经连接了马哈莱武纳与安蒂沃兰图两地，建成后，该运河也在一定程度上让马岛东海岸地区的交通往来变得更为安全便捷。:532日后，為了当地经济社会发展所需，殖民政府将庞加拉纳运河又向南扩建到法拉凡加納，此时运河的全长已经超过600公里。
但由于河流带来的泥沙淤积造成运河水深变浅、长期缺乏维护，加之公路运输的冲击等因素导致部分河段适航性变差，运河运输趋于式微；对此，马达加斯加政府曾采取措施疏浚河道，运河上小型船只穿梭不断，河岸城镇贸易繁荣，运河遂成为马达加斯加最主要的内河运输航道。不过运河仍然时常淤塞；2016年，摩洛哥国王穆罕默德六世访问马达加斯加期间，摩、马两国签订了重新疏浚运河的协议；据此协议，摩洛哥将帮助马达加斯加疏浚潘加兰运河。但并未启动；2019年，马达加斯加总统拉乔利纳决定自行启动疏浚工程，以促进运河畔城市之旅游业的发展，并于2020年宣布疏通图阿马西纳至馬南扎里段运河。